# Platysenta hypocritica
Platysenta hypocritica là một loài bướm đêm trong họ Noctuidae.